# シディ・オディア
シディ・オディア（Chidi Odiah, 本名：シュクウディ・オディア（Chukwudi Odiah）1983年12月17日 - ）は、ナイジェリア出身のサッカー選手。ポジションはディフェンダー。

## 経歴

### クラブ
母国のクラブを経て、2000年にモルドバのFCシェリフ・ティラスポリへ移籍。リーグ戦58試合に出場し、リーグ4連覇に貢献した。2003年にPFC CSKAモスクワとCISカップで対戦した際に、この試合でのオディアの活躍が首脳陣が一目惚れし、翌年CSKAモスクワと4年契約を結んだ。背番号は15。CSKAモスクワでは主に右サイドバックとして活躍し、数多くのタイトル獲得に貢献した。

### 代表
2006年1月23日、ナイジェリア代表としてガーナ代表戦でデビューを果たした。2008年10月11日のシエラレオネ代表戦で代表初ゴールを挙げる。2010 FIFAワールドカップとアフリカネイションズカップ2006、アフリカネイションズカップ2010のメンバーに選ばれた。

## 人物
- CSKAモスクワでは史上初となるアフリカ出身の選手である。
- 既婚者であり、2011年6月10日に第一子が誕生した。
- 長年ロシアに在住したこともあり、ロシア語が堪能。

## 代表歴

### 出場大会
- ナイジェリア代表
  - 2010 FIFAワールドカップ

### 試合数
- 国際Aマッチ 29試合 1得点（2004年-2010年）[1]

| ナイジェリア代表 | 国際Aマッチ | 国際Aマッチ |
| 年               | 出場        | 得点        |
| ---------------- | ----------- | ----------- |
| 2004             | 2           | 0           |
| 2005             | 5           | 0           |
| 2006             | 6           | 0           |
| 2007             | 0           | 0           |
| 2008             | 4           | 1           |
| 2009             | 2           | 0           |
| 2010             | 10          | 0           |
| 通算             | 29          | 1           |

## 獲得タイトル

### クラブ
- ジュリアス・バーガー
  - ナイジェリア・プレミアリーグ：1 (2000)

- FCシェリフ・ティラスポリ
  - ディヴィジア・ナツィオナラ：4 (2000-01, 2001-02, 2002-03, 2003-04)
  - モルドバンカップ：2 (2001, 2002)
  - モルドバンスーパーカップ：1 (2003)
  - CISカップ：2003 (2003)

- PFC CSKAモスクワ
  - ロシアサッカー・プレミアリーグ：2 (2005, 2006)
  - ロシア・カップ：5 (2005, 2006, 2008, 2009, 2011)
  - ロシア・スーパーカップ：4 (2004, 2006, 2007, 2009)
  - UEFAカップ：1 (2005)